# Alessandro Battilocchio
Alessandro Battilocchio (Roma, 3 maggio 1977) è un politico italiano.
Dal 23 marzo 2018 deputato alla Camera per Forza Italia, è stato sindaco di Tolfa dal 13 maggio 2001 al 15 maggio 2011 ed europarlamentare dal 2004 al 2009.

## Biografia
Nato il 3 maggio 1977 a Roma, ma vive a Tolfa (RM), si è diplomato presso la Bowie High School nel Maryland (USA) e il liceo classico "Guglielmotti" di Civitavecchia e laureato in giurisprudenza alla Libera università internazionale degli studi sociali Guido Carli di Roma e in scienze politiche presso La Sapienza di Roma.

### Carriera politica
Alle elezioni comunali nel Lazio del 1997 si candida al consiglio comunale di Tolfa, a sostegno del sindaco uscente Pietro Lucidi, venendo eletto consigliere comunale e, successivamente, nominato assessore alla cultura e alle politiche giovanili nella giunta comunale di Tolfa guidata da Lucidi a soli 19 anni.
Alle comunali laziali del 2001 si candida come sindaco del comune di Tolfa, a capo della lista civica "Per Tolfa", venendo eletto a soli 24 anni con il 54,92% dei voti. Alla successiva tornata elettorale del 2006 viene riconfermato primo cittadino con il 54,71% dei voti e rimanendo in carica fino al 2011.
Alle elezioni europee del 2004 si candida al Parlamento europeo, nella lista Socialisti Uniti per l'Europa (in quota Nuovo PSI) nella circoscrizione Italia centrale, ricevendo 9.675 preferenze e risultando a 27 anni l'eurodeputato più giovane eletto nell'anno.
Dal 17 novembre 2006 al 2008 Battilocchio è stato anche vicesegretario nazionale del Nuovo PSI. Ha poi aderito, assieme a Gianni De Michelis, alla "Costituente socialista", volta a riunire in un unico partito tutte le forze politiche che si rifacevano all'esperienza del PSI e alla tradizione socialista. In tale stagione ha definito Mani Pulite "un periodo davvero infame".
Candidato alle elezioni europee del 2009 per il Partito Socialista Italiano nell'aggregazione elettorale Sinistra e Libertà., Battilocchio ottiene 23.370 preferenze personali, ma non viene rieletto.
Ritenuta fallita la "Costituente socialista", Battilocchio non rinnova la tessera al PSI scegliendo di tornare con il Nuovo PSI di Stefano Caldoro e candidandosi alle elezioni regionali del Lazio del 2010 nella lista civica di Renata Polverini, appartenente alla coalizione di centrodestra: ottiene 8.159 preferenze, senza essere eletto.
Nel 2011 entra a far parte del Comitato Esecutivo dell'IPALMO dell'allora presidente Gianni De Michelis, Istituto per le relazioni tra l'Italia, l'Africa, l'America Latina, il Medio e l'Estremo Oriente.
Nel 2014 aderisce a Forza Italia, restando comunque iscritto al Nuovo PSI, essendo possibile detenere la doppia tessera. Alle elezioni europee di tale anno viene candidato come indipendente da Forza Italia al Parlamento europeo nella circoscrizione Italia centrale, ottenendo 18.026 voti personali, ma non riuscendo a conseguire il seggio.
Nel 2017 è nominato commissario di Forza Italia a Guidonia.
È Presidente onorario del concorso internazionale "Olimpiadi della Cultura e del Talento", rivolto alle studenti delle scuole superiori italiane ed europee.
Negli ultimi anni ha promosso iniziative in diverse parti del mondo ed ha guidato delegazioni diplomatico-umanitarie in molti stati tra cui Kosovo, Albania, Macedonia, Libano, Afghanistan, Moldova, Pakistan, Myanmar, Sahara Occidentale, coordinando azioni di cooperazione internazionale, in sinergia con i Governi locali, le Ambasciate e le Istituzioni dei Paesi coinvolti

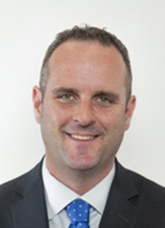
Alessandro Battilocchio alla Camera

Alle elezioni politiche del 2018 viene eletto alla Camera dei Deputati nel collegio uninominale Lazio 2 - 02 (Civitavecchia) per a coalizione di centro-destra (Forza Italia, Lega, Fratelli d'Italia, Noi con l'Italia - UDC): in un collegio in partenza difficile, ottiene il 39,94% dei voti, la percentuale più alta per la coalizione a Roma e provincia, superando Paolo Mastrandrea del Movimento 5 Stelle (32,93%) ed Emma Fattorini del centro-sinistra (19,46%).
Il 24 marzo 2019 viene eletto coordinatore di Forza Italia per la provincia di Roma, votato dagli iscritti azzurri con il 70,2%. Nell’aprile 2021 sostituisce nella Commissione Esteri il neo Ministro per il Sud Mara Carfagna e viene nominato responsabile per il dipartimento Immigrazione di FI. Al termine della 18ª legislatura è risultato il secondo deputato più presente in aula con il 99,72% di presenze sul totale.
Alle elezioni politiche anticipate del 2022 viene ricandidato alla Camera nel collegio uninominale Lazio 1 - 05 (Roma Municipio X), considerato contendibile in partenza, per la coalizione di centro-destra (Forza Italia, FdI, Lega, Noi Moderati), venendo eletto con 88.826 voti, pari al 39,89%, davanti a Patrizia Prestipino del centrosinistra (28,21%) e a Marco Bella del Movimento 5 Stelle (16,87%).
Il 31 marzo 2023 Silvio Berlusconi lo nomina responsabile dell’ufficio elettorale nazionale di Forza Italia.
Il 21 giugno 2023 viene eletto Presidente della Commissione parlamentare d’inchiesta sulla sicurezza e lo stato delle città italiane e delle loro periferie.
Il 27 gennaio 2024 viene confermato all’unanimità, per acclamazione, coordinatore di Forza Italia della Provincia di Roma dal congresso provinciale.